# سيباستيان ريال
سيباستيان ريال (بالإنجليزية: Sebastian Ryall)‏ (18 يوليو 1989 بسيدني في أستراليا - ) هو لاعب كرة قدم أسترالي في مركز الدفاع. شارك مع منتخب أستراليا تحت 20 سنة لكرة القدم ومنتخب أستراليا الوطني لكرة القدم تحت 23 سنة. أما مع النوادي، فقد لعب مع سيدني إف سي ونادي ملبورن فيكتوري وFFA Centre of Excellence ‏.

## روابط خارجية
- سيباستيان ريال على موقع قاعدة بيانات كرة القدم.إي يو (الإنجليزية)
- سيباستيان ريال على موقع Soccerway.com (الإنجليزية)
- سيباستيان ريال على موقع عالم كرة القدم.نت (الإنجليزية)